# Годенгаген
Годенгаген (нім. Hodenhagen) — громада в Німеччині, розташована в землі Нижня Саксонія. Входить до складу району Гайдекрайс. Складова частина об'єднання громад Альден.
Площа — 20,15 км2. Населення становить 3108 ос. (станом на 31 грудня 2021).